# Coyuca de Catalán (municipalité)
Cet article concerne la municipalité. Pour la ville, voir Coyuca de Catalán.
Coyuca de Catalán est une des municipalités du Guerrero, dans le sud-ouest du Mexique.
Le siège municipal se trouve à Coyuca de Catalán.